# Luigi Rovere
Luigi Rovere (Acqui Terme, 30 giugno 1908 – Roma, 19 ottobre 1996) è stato un imprenditore e produttore cinematografico italiano.

## Biografia
Nativo di Acqui si trasferisce a Torino quattordicenne e inizia a lavorare come garzone di falegnameria; in pochi anni trasforma la sua semplice bottega in una fabbrica di mobili e di oggettistica d'arredamento specializzata nella realizzazione di elementi in legno per apparecchi radio che verso la fine degli anni trenta annovererà oltre cento operai.
Nel 1939 entra in contatto con il mondo del cinema come scenografo e fornitore di elementi scenografici di film girati a Torino negli studi F.E.R.T. dei quali ne diventerà azionista di maggioranza e amministratore delegato fino al 1952.
Nel 1942 fa conoscenza con Dino De Laurentiis allora giovane segretario di produzione con il quale instaurerà dei rapporti di amicizia e stima molto stretti. Proprio con Dino fonda nel 1945 la RDL (Rovere-De Laurentiis) che produce per la Lux Film di Riccardo Gualino Il bandito di Alberto Lattuada in cui si occupa anche delle costruzioni, Come persi la guerra di Carlo Borghesio, Il Passatore di Duilio Coletti e La figlia del capitano di Mario Camerini.
Nel 1947 si separa da De Laurentiis, rifiuta l'offerta di Gualino di diventare direttore della Lux Film e continua la sua attività di produttore indipendente costituendo la Rovere Film.
Continua a collaborare con la Lux in coproduzione al 50% realizzando da un lato i film comici con Erminio Macario e dall'altro sostenenedo il cinema sociale di Pietro Germi. Saranno proprio Il cammino della speranza e In nome della legge a consacrare Germi in campo 
internazionale.
Nel 1950 fonda a Torino la Rovere Film S.r.l. con un capitale di £ 980 000,
L'interruzione dei rapporti con la Lux avviene nel 1951 a seguito della sua entrata nella Fincine, una società di distribuzione già in crisi di cui non riuscirà che a ereditarne gli enormi debiti.
L'attività produttiva rimane intensa e nel 1952 produce Lo sceicco bianco, primo film firmato Federico Fellini nel frattempo diventato uno dei più stretti collaboratori del produttore.
Dell'anno successivo è Puccini di Carmine Gallone, prima coproduzione con Angelo Rizzoli, con il quale instaura un rapporto di amicizia e collaborazione professionale al punto che l'editore milanese gli offrirà invano di diventare direttore della sua società.

## Produzioni
- Il bandito, regia di Alberto Lattuada (1946)
- La figlia del capitano, regia di Mario Camerini (1947)
- Il passatore, regia di Duilio Coletti (1947)
- Come persi la guerra, regia di Carlo Borghesio (1947)
- L'eroe della strada, regia di Carlo Borghesio (1948)
- In nome della legge, regia di Pietro Germi (1949)
- Come scopersi l'America, regia di Carlo Borghesio (1950)
- Il cammino della speranza, regia di Pietro Germi (1950)
- Il monello della strada, regia di Carlo Borghesio (1950)
- Il bivio, regia di Fernando Cerchio (1950)
- Persiane chiuse, regia di Luigi Comencini (1951)
- Lorenzaccio, regia di Raffaele Pacini (1951)
- Ombre sul Canal Grande, regia di Glauco Pellegrini (1951)
- Napoleone, regia di Carlo Borghesio (1952)
- La macchina ammazzacattivi, regia di Roberto Rossellini (1952)
- Lo sceicco bianco, regia di Federico Fellini (1952)
- Il brigante di Tacca del Lupo, regia di Pietro Germi (1952)
- Puccini, regia di Carmine Gallone (1953)
- Gli uomini, che mascalzoni!, regia di Glauco Pellegrini (1953)
- Sinfonia d'amore, regia di Glauco Pellegrini (1954)
- Hanno rubato un tram, regia di Aldo Fabrizi (1954)
- I due compari, regia di Carlo Borghesio (1955)
- Il tesoro di Rommel, regia di Romolo Marcellini (1955)
- Il prezzo della gloria, regia di Antonio Musu (1955)
- Guardia, guardia scelta, brigadiere e maresciallo, regia di Mauro Bolognini (1956)
- Totò e Marcellino, regia di Antonio Musu (1958)
- Il vendicatore, regia di William Dieterle (1959)
- Le orientali, regia di Romolo Marcellini (1960)
- Venere creola, regia di Lorenzo Ricciardi (1961)
- Agostino, regia di Mauro Bolognini (1962)
- Il criminale, regia di Marcello Baldi (1963)
- I pedoni della steppa, regia di Tanio Boccia (1964)
- Maciste alla corte dello Zar, regia di Tanio Boccia (1964)
- Il dominatore del deserto, regia di Tanio Boccia (1964)
- La valle dell'eco tonante, regia di Tanio Boccia (1964)
- Io, io, io... e gli altri, regia di Alessandro Blasetti (1965)
- Ischia operazione amore, regia di Vittorio Sala (1966)
- Delitto quasi perfetto, regia di Mario Camerini (1966)
- Uccidi o muori, regia di Tanio Boccia (1967)
- L'uomo, l'orgoglio, la vendetta, regia di Luigi Bazzoni (1967)
- ...dai nemici mi guardo io!, regia di Mario Amendola (1968)
- Il terribile ispettore, regia di Mario Amendola (1969)
- Una spada per Brando, regia di Alfio Caltabiano (1970)
- Ma chi t'ha dato la patente?, regia di Nando Cicero (1970)
- Armiamoci e partite!, regia di Nando Cicero (1971)
- Don Camillo e i giovani d'oggi, regia di Mario Camerini (1972)
- Bella, ricca, lieve difetto fisico, cerca anima gemella, regia di Nando Cicero (1973)
- Un uomo, una città, regia di Romolo Guerrieri (1974)
- Salvo d'Acquisto, regia di Romolo Guerrieri (1975)
- Due sul pianerottolo, regia di Mario Amendola (1976)
- Il corsaro nero, regia di Sergio Sollima (1976)

## Onorificenze
- Cavaliere all'ordine del merito della Repubblica Roma 1973

## Riconoscimenti
- Nastro d'Argento (1951) Nastro speciale per la serietà dei suoi film